# Konami Kanata
Konami Kanata (jap. こなみ かなた, Kanata Konami; * 3. Juli 1958 in der Präfektur Nagano, Japan) ist eine japanische Manga-Zeichnerin. Zentrales Thema ihrer Werke ist der Alltag von Hauskatzen.
Sie ging auf die Futaba-Oberschule in Suwa in der Präfektur Nagano. Ihren ersten Manga als professionelle Zeichnerin veröffentlichte sie 1982 mit der Kurzgeschichte Puchi neko jamu jamu im Manga-Magazin Nakayoshi, das sich an Mädchen richtet. Das Nakayoshi-Magazin wird vom Kodansha-Verlag herausgegeben, für den sie seit ihrem Debüt arbeitet. 1986 begann sie eines ihrer bekanntesten Werke, Fuku Fuku Funya~n bzw. Fuku Fuku Nya~n. Der Comic erschien zunächst im Magazin Me und wechselte 1994 ins Be Love, das neben dem You eines der auflagenstärksten Manga-Magazine für Frauen (Josei) ist. Fuku Fuku Funya~n endete erst 2004 nach über 2100 Seiten. Ein weiterer Erfolg war Hagu hagu, das sie zwischen 1992 und 2001 gemeinsam mit Hogara Numata veröffentlichte.
Aktuell arbeitet Kanata an Kleine Katze Chi (Chi’s Sweet Home), das von einer kleinen Katze handelt, die sich verläuft und nicht mehr zu ihrer Mutter und ihren Geschwistern zurückfindet, aber stattdessen von einer Menschenfamilie aufgenommen wird. Das, für Mangas unüblich, komplett in Farbe gehaltene Chi’s Sweet Home wird seit 2004 im Morning veröffentlicht, das sich an erwachsene Männer richtet und für das renommierte Seinen-Manga-Zeichner wie Kaiji Kawaguchi und Takehiko Inoue arbeiten.

## Werke (Auswahl)
- Puchi neko jamu jamu (プチねこジャムジャム), 1982
- Sore ike! Chu chu (それいけ!ちゅっちゅ)
- Gūtara Mini-chan (ぐうたらミニちゃん)
- Fuku Fuku Funya~n (ふくふくふにゃーん), 1990–2004
- Fuku Fuku Nya~n (ふくふくにゃーん)
- Hagu hagu (はぐはぐ), 1992–2001
- Kleine Katze Chi (チーズスイートホーム, Chi’s Sweet Home), seit 2004